# 1888 no Brasil
Esta é uma cronologia dos fatos acontecimentos de ano 1888 no Brasil.

## Incumbentes
- Imperador – D. Pedro II (1831–1889)
- Presidente do Conselho de Ministros – João Maurício Wanderley, Barão de Cotegipe (1885–1888)

## Eventos
- 7 de maio: O projeto de abolição da escravatura é apresentado na Câmara dos Deputados do Brasil.[1]
- 13 de maio: Princesa Isabel assina a Lei Áurea, que extingue a escravidão no Brasil.[2][3][4]
- Sem data: lançado o livro sobre o transporte do Meteorito de Bendegó ao Museu Nacional

## Nascimentos
- 18 de janeiro: Dilermando de Assis, militar, engenheiro e escritor (m. 1951).
- 3 de setembro: Nereu de Oliveira Ramos, 20° presidente do Brasil (m. 1958).
- 29 de dezembro: Gustavo Barroso, advogado e político (m. 1959).

## Mortes
- 29 de janeiro: Joaquim Antônio de Siqueira Torres, político (n. 1808).
- 18 de agosto: Franklin Távora, advogado e político (n. 1842).